# BCAA

лейцин

изолейцин

валин

Аминокислоты с разветвлёнными боковыми цепями (англ. branched-chain amino acids, BCAA) — группа протеиногенных аминокислот, характеризующихся разветвлёнными строением алифатической боковой цепи. К таким аминокислотам относятся лейцин, изолейцин и валин.
Все три аминокислоты являются незаменимыми для человека и должны поступать в организм с пищей, организм человека эти аминокислоты самостоятельно не синтезирует. Содержание лейцина, изолейцина и валина в мясных и молочных продуктах максимально. Например, потребление 200—250 граммов говядины или другого мяса полностью покрывает суточную потребность организма в ВСАА. Также эти аминокислоты в высокой концентрации присутствуют в таких продуктах как: филе куриное, тунец, лосось, филе индейки, яйца, арахис.
Среднее содержание этих аминокислот в пищевых белках составляет 20-25 %. Хотя большая часть аминокислот метаболизируется в печени, аминокислоты с разветвлёнными боковыми цепями подвергаются катаболическим превращениям, главным образом, в других органах и тканях, включая скелетные мышцы, сердце, нейроны, жировую ткань и почки.
Помимо очевидной роли в построении молекул белков, аминокислоты c разветвлёнными боковыми цепями имеют множество других функций. Считается, что при мышечной работе они могут использоваться для синтеза промежуточных соединений цикла трикарбоновых кислот и глюконеогенеза, то есть выступают в качестве источников энергии. Кроме того, эти аминокислоты имеют регуляторные функции: выступая в качестве сигнальных молекул, они регулируют процессы синтеза и деградации белков, клеточного метаболизма и роста, а также секрецию инсулина.
Существуют искусственно созданные BCAA, используемые при увеличенной необходимости их в организме.

## Роль в структуре белков
Лейцин, изолейцин и валин являются наиболее гидрофобными протеиногенными аминокислотами, это свойство определяет их роль в структуре белков. Гидрофобные аминокислотные остатки (а значит, в том числе и аминокислоты с разветвлёнными боковыми цепями) встречаются в относительно большом количестве во внутренних частях водорастворимых глобулярных белков, на поверхности доменов мембранных белков, взаимодействующих с липидами мембран, на поверхностях контактов между отдельными α-спиралями, входящими в состав фибриллярного белка. Остатки аминокислот с разветвлёнными боковыми цепями участвуют в гидрофобных взаимодействиях — слабых взаимодействиях, которые наряду с водородными связями, ионными связями и Ван-дер-Ваальсовыми взаимодействиями обеспечивают стабильность третичной структуры белка. Помимо такой общей структурной роли, аминокислоты с разветвлёнными боковыми цепями могут выполнять и специфические функции: эти аминокислоты важны для связывания молекул и кислорода миоглобином и гемоглобином, а также для связывания субстрата и каталитической активности различных ферментов.

## Применение
Аминокислоты с разветвлёнными боковыми цепями расщепляются в мышцах, а не в печени, поэтому считается, что они играют важную роль в производстве энергии во время выполнения упражнений. BCAA применяется очень широко в ряде спортивных дисциплин, в частности в бодибилдинге. Культуристы утверждают, что BCAA помогает повысить выносливость, предотвращают разрушение и ускоряет восстановление мышечных белков. .

## Исследования
Пищевая добавка ВСАА была использована клинически для помощи в восстановлении пострадавших от ожогов. Однако, в 2006 году вышел  документ о том, что от применения ВСАА при ожогах, травме и сепсисе следует отказаться
Некоторые исследования показали возможную связь между высоким уровнем заболеваемости боковым амиотрофическим склерозом среди профессиональных игроков в американский футбол и итальянских футболистов, т. к. игроки с боковым амиотрофическим склерозом принимали в пищу ВСАA.

## Деградация
Деградация аминокислот с разветвлённой цепью протекает под действием аминотрансферазы аминокислот с разветвлённой цепью (BCAT) и дегидрогеназного комплекса разветвлённых α-кетокислот (BCKDH). Дефицит этого комплекса приводит к накоплению аминокислот с разветвленной цепью (лейцин, изолейцин и валин) и их токсических продуктов (КоА-эфиров) в крови и моче.
В BCKDH комплексе происходит преобразование аминокислот с разветвлённой цепью в ацил-КоА производные, которые после последующих реакций превращаются либо в ацетил-КоА или сукцинил-КоА, которые поступают в цикл лимонной кислоты.